# 盧佩尼

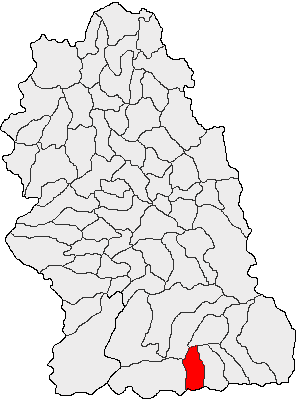

盧佩尼是羅馬尼亞的城市，位於該國西部日烏河畔，距離首府德瓦110公里，由胡內多阿拉縣負責管轄，面積77.73平方公里，海拔高度640米，2004年人口31,409。

## 外部連結
- The Municipality of Lupeni （页面存档备份，存于）
- Jiu Valley Portal （页面存档备份，存于）
- Science Highschool of Lupeni